# Goniothalamus calcareus
Goniothalamus calcareus este o specie de plante din genul Goniothalamus, familia Annonaceae, descrisă de Mat-salleh. Conform Catalogue of Life specia Goniothalamus calcareus nu are subspecii cunoscute.